# Drewsey
Drewsey az Amerikai Egyesült Államok északnyugati részén, Oregon állam Harney megyéjében, a U.S. Route 20 közelében elhelyezkedő önkormányzat nélküli település.
Az általános iskolának 1969-ben nyolc diákja volt. A településen megállnak a POINT Intercity Bus Service Bend és Ontario közötti járatai.

## Története
A telepesek érkezése előtt a térség rendszeres látogatói voltak a halászó-vadászó életmódot folytató északi pajút indiánok. Az 1872-ben létrejött Malheur rezervátumban az őslakosokat meg akarták tanítani gazdálkodni, de később nyugatabbra költöztették őket. A betelepülők az 1880-as évektől kezdtek Drewsey környékére költözni.
A boltját 1883-ban megnyitó Abner Robbins a települést egy korábbi vitára utalva Gouge Eye-nak keresztelte, azonban ezt a posta nem fogadta el, így Robbins a Drusy nevet választotta, amit a hivatal 1884-es megnyitásakor tévesen Drewsey-ként rögzítettek.
A település a 19. században az állattartásnak, a faiparnak és a mezőgazdaságnak köszönhetően gyorsan növekedett, azonban mivel az újonnan épült közút és vasút is elkerülték, a nagy gazdasági világválság során népessége apadni kezdett. A 21. századra néhány lakóház, a postaként is szolgáló bolt, egy vendéglő, két templom és egy általános iskola maradtak fenn.

## Éghajlat
A település éghajlata sztyepp (a Köppen-skála szerint BSk).
| Hónap                                   | Jan.  | Feb.  | Már.  | Ápr.  | Máj.  | Jún. | Júl. | Aug. | Szep. | Okt.  | Nov.  | Dec.  | Év    |
| --------------------------------------- | ----- | ----- | ----- | ----- | ----- | ---- | ---- | ---- | ----- | ----- | ----- | ----- | ----- |
| Rekord max. hőmérséklet (°C)            | 18,0  | 19,0  | 26,0  | 32,0  | 38,0  | 38,0 | 42,0 | 40,0 | 38,0  | 33,0  | 24,0  | 16,0  | 42,0  |
| Átlagos max. hőmérséklet (°C)           | 1,8   | 5,7   | 11,6  | 16,2  | 21,3  | 26,2 | 32,0 | 31,2 | 26,1  | 18,0  | 8,2   | 2,1   | 16,8  |
| Átlagos min. hőmérséklet (°C)           | −9,2  | −6,5  | −3,4  | −1,3  | 2,8   | 6,6  | 9,0  | 7,6  | 2,0   | −2,6  | −5,6  | −9,2  | −0,8  |
| Rekord min. hőmérséklet (°C)            | −33,0 | −36,0 | −28,0 | −13,0 | −11,0 | −4,0 | −2,0 | −3,0 | −12,0 | −21,0 | −27,0 | −38,0 | −38,0 |
| Átl. csapadékmennyiség (mm)             | 34    | 25    | 27    | 21    | 26    | 21   | 9    | 10   | 11    | 17    | 31    | 38    | 270   |
| Forrás: Western Regional Climate Center |       |       |       |       |       |      |      |      |       |       |       |       |       |

## Fordítás
- Ez a szócikk részben vagy egészben  a   Drewsey, Oregon című angol Wikipédia-szócikk ezen változatának fordításán alapul.  Az eredeti cikk szerkesztőit annak laptörténete sorolja fel. Ez a jelzés csupán a megfogalmazás eredetét és a szerzői jogokat jelzi, nem szolgál a cikkben szereplő információk forrásmegjelöléseként.